# Julian Joachim
Julian Kevin Joachim (* 20. September 1974 in Peterborough) ist ein ehemaliger englischer Fußballspieler. Als trickreicher und antrittsschneller Stürmer hatte er zwischen 1992 und 2001 seine erfolgreichste Zeit bei Leicester City und Aston Villa, wobei er davon sieben Jahre in der Premier League spielte.

## Sportlicher Werdegang

### Leicester City (1992–1996)
Joachim wurde im englischen Peterborough geboren. Sein Vater stammte von der Karibik-Insel St. Vincent und der junge Julian wuchs in bescheidenen Verhältnissen ohne den Vater in einer Sozialbausiedlung in Boston auf. Früh musste er die Mutter mit Gelegenheitsjobs unterstützen, während die Erziehung im Wesentlichen durch die Oma übernommen wurde. Ein Ausweg aus der Armut bot ihm der Fußball beim heimischen Klub Boston Town und dort fielen seine schnellen Beine dem Scout von Leicester City Les Grey auf. Nach einem Probetraining verpflichtete Leicester den Teenager im Jahr 1991 zunächst per Schülervertrag und nach beeindruckenden Eindrücken bei Trainingseinheiten mit der Profimannschaft fand er in Steve Walsh und Gary Mills prominente Fürsprecher, so dass Cheftrainer Brian Little dem Talent einen Profivertrag anbot. Kurz nach seinem 18. Geburtstag debütierte er für den Zweitligisten im Oktober 1992 gegen den FC Barnsley und er wurde zu einer festen Größe des Teams mit zehn Ligatreffern in der Saison 1992/93. So war er maßgeblich daran beteiligt, dass die „Foxes“ das Play-off-Finale erreichen. Dort scheiterte die Mannschaft denkbar knapp mit 3:4 an Swindon Town – Joachim hatte dabei einen Treffer erzielt. Im zweiten Anlauf gelang 1994 der ersehnte Aufstieg in die Premier League, als im Play-off-Finale gegen Derby County zwei Treffer von Steve Walsh die Entscheidung zum 2:1-Sieg brachten – hier wurde Joachim im Verlauf des Spiels für Iwan Roberts eingewechselt. Während dieser Zeit war Joachim auch für englische Nachwuchsauswahlen tätig und mit den U-18-Junioren gewann er 1993 die Europameisterschaft.
Er machte sich früh als trickreicher und schneller Stürmer einen Namen und sorgte so immer wieder für Probleme in gegnerischen Abwehrreihen. Er erzielte das erste Premier-League-Tor in der Vereinsgeschichte von Leicester City, aber die in ihn gesetzten Erwartungen konnte er fortan nicht erfüllen, da er verletzungsbedingt in der Saison 1994/95 zahlreiche Spiele verpasste. Nach dem Abstieg gelang ihm in der anschließenden Zweitligaspielzeit 1995/96 nur noch ein Tor in 22 Meisterschaftspartien. Noch vor Ende der Saison, die Leicester letztlich den Wiederaufstieg bescherte, wechselte er im Februar 1996 für eine Ablösesumme von 1,5 Millionen Pfund zum Erstligisten Aston Villa, der mittlerweile von seinem ehemaligen Förderer Brian Little trainiert wurde.

### Aston Villa (1996–2001)
Ein Monat nach Joachims Verpflichtung gewann Aston Villa den Ligapokal, aber aufgrund seiner vormaligen Wettbewerbs-Teilnahme für Leicester durfte der Neuzugang beim 3:0-Finalerfolg gegen Leeds United nicht auflaufen. Nachdem Joachim in den ersten beiden Spielzeiten zu sporadischen Einsätzen gekommen war, brachte die Saison 1997/98 den gewünschten sportlichen Durchbruch. In einer prominenten Mannschaft, die bedeutsame Offensivspieler wie Dwight Yorke, Stan Collymore and Savo Milošević in ihren Reihen hatte, steuerte Joachim acht Tore bei und war vor allem nach Littles Rücktritt im Februar 1998 unter dem neuen Trainer John Gregory eine feste Größe. Im folgenden Sommer startete Gregory einen Kaderumbau mit den Neuverpflichtungen Paul Merson, Steve Stone und Dion Dublin, wobei Joachim speziell mit Dublin in der Spielzeit 1998/99 fortan ein erfolgreiches Sturmduo bildete. Während Dublin mit Kopfballstärke und robust agierte, zeigte Joachim seine Vorzüge im Dribbling und in der Schnelligkeit. Insgesamt 14 Premier-League-Tore gelangen Joachim in dieser Saison und er wurde vereinsintern zum besten Spieler gewählt. Es folgten zwei weitere Jahre bis Mitte 2001 und während seiner gesamten Zugehörigkeit zu Aston Villa, war die Endplatzierung in der Tabelle stets in den Top 8. Weitere Highlights waren im Jahr 1998 das Erreichen des Viertelfinals im UEFA-Pokal und zwei Jahre später die Finalteilnahme im FA Cup. Hier unterlag der Verein jeweils Atlético Madrid und dem FC Chelsea, wobei Joachim bei der 0:1-Pokalniederlage spät in der 79. Minute für Benito Carbone eingewechselt wurde.
Das Engagement endete nach Ablauf der Saison 2000/01 etwas unsanft, nachdem Unstimmigkeiten hinsichtlich eines neuen Vertrags für einen öffentlich ausgetragenen Streit mit Gregory sorgten und Joachim somit die Freigabe für einen Vereinswechsel erbat. Die Anhänger von Aston Villa äußerten deutlich ihren Unmut und verteidigten zunächst Gregorys Haltung, bevor Joachim diese mit soliden Leistungen in seiner letzten Saison wieder besänftigen konnte – vor allem mit einem Doppelschlag gegen den Rivalen Derby County (4:1). Im Sommer 2001 wechselte er schließlich zum Zweitligisten Coventry City als Teil eines Tauschgeschäfts mit Mustapha Hadji und einer weiteren Zahlung von zwei Millionen Pfund an Coventry.

### Sonstige Stationen (ab 2001)
Joachim verbrachte bei dem Premier-League-Absteiger drei Jahre, wobei seine dritte Saison 2003/04 mit acht Toren in 29 Zweitligaspielen die deutlich erfolgreichste war. Im Juli 2004 zog er weiter ablösefrei zu Leeds United. Der Verein war zu dem Zeitpunkt stark verschuldet und Joachim Teil eines deutlich verschlankten neuen Kaders. Seine Einsätze waren jedoch nur sporadisch und im März 2005 wurde er kurzzeitig an den Drittligisten FC Walsall ausgeliehen, bei dem er sechs Tore in acht Ligaspielen schoss, darunter ein Hattrick gegen Hull City. Das Angebot über die Saison 2004/05 hinaus in Walsall zu bleiben, schlug Joachim aus und stattdessen heuerte er im Juli 2005 ablösefrei beim Viertligisten Boston United an. Hier schoss er in seinem einzigen Jahr 17 Tore in 46 Viertliga-Begegnungen.
Nächste Station war der Viertligakonkurrent FC Darlington, mit dem Joachim in seinem zweiten Jahr die Play-off-Spiele erreichte. Dort war bereits im Halbfinale im Duell gegen den AFC Rochdale Endstation und Joachim wurde nach Ablauf der Saison 2007/08 freigestellt. Er wechselte im Juni 2008 in den semiprofessionellen Bereich und wurde dort zum „Wandervogel“. Zu den meist kurzen Etappenzielen bis ins Jahr 2020 hinein zählten fortan der FC King’s Lynn, Thurmaston Town, der FC Quorn, Hinckley United, Holbeach United, erneut Boston United, Coalville Town, Oadby Town, Shepshed Dynamo, Holwell Sports, Newark Town, der FC Montpellier (aus Badsey), Radcliffe Olympic, Aslockton & Orston, der Europa Point FC (in Gibraltar, aber ohne Einsatz) und Bourne Town.

## Titel/Auszeichnungen
- U-18-Europameisterschaft (1): 1993